# David Löfgren
Lars David Löfgren, född 24 april 1987 i Knivsta, är en svensk handbollstränare och tidigare handbollsspelare (vänstersexa).
Löfgren är fostrad i Vassunda IF. Han värvades från Skånela IF till Elitserielaget IF Guif inför säsongen 2005/2006. Efter en säsong i klubben gick han vidare till HK Drott, där han ersatte tidigare lagkaptenen Magnus Påhlsson. I klubben avslutade han karriären efter åtta säsonger, med SM-guld 2013 som främsta merit. På landslagsnivå spelade han 5 U-landskamper.

## Klubbar

### Som spelare
- Vassunda IF
- Skånela IF (–2005)
- IF Guif (2005–2006)
- HK Drott (2006–2014)

### Som tränare
- Halmstad Handboll (2015–2016)
- HK Drott (damlaget, 2016–2017)
- HK Drott (herrlaget, 2017)
- Anderstorps SK (2017–2019)
- OV Helsingborg (assisterande, 2023–2024)
- Vinslövs HK (2024–)

## Meriter
- Svensk mästare 2013 med HK Drott